# Lista di asteroidi (130001-131000)
Di seguito una lista di asteroidi dal numero 130001 al 131000 con data di scoperta e scopritore.

## 130001-130100
| Nome                   | Designazione provvisoria | Data di scoperta | Scopritore  |
| ---------------------- | ------------------------ | ---------------- | ----------- |
| 130001 -               | 1999 VC34                | 3 novembre 1999  | LINEAR      |
| 130002 -               | 1999 VR35                | 3 novembre 1999  | LINEAR      |
| 130003 -               | 1999 VB39                | 10 novembre 1999 | LINEAR      |
| 130004 -               | 1999 VN42                | 4 novembre 1999  | Spacewatch  |
| 130005 -               | 1999 VE43                | 4 novembre 1999  | Spacewatch  |
| 130006 Imranaslam      | 1999 VB45                | 4 novembre 1999  | CSS         |
| 130007 Frankteti       | 1999 VC45                | 4 novembre 1999  | CSS         |
| 130008 -               | 1999 VU46                | 3 novembre 1999  | LINEAR      |
| 130009 -               | 1999 VH52                | 3 novembre 1999  | LINEAR      |
| 130010 -               | 1999 VR52                | 3 novembre 1999  | LINEAR      |
| 130011 -               | 1999 VP53                | 4 novembre 1999  | LINEAR      |
| 130012 -               | 1999 VR53                | 4 novembre 1999  | LINEAR      |
| 130013 -               | 1999 VB56                | 4 novembre 1999  | LINEAR      |
| 130014 -               | 1999 VZ56                | 4 novembre 1999  | LINEAR      |
| 130015 -               | 1999 VF57                | 4 novembre 1999  | LINEAR      |
| 130016 -               | 1999 VU59                | 4 novembre 1999  | LINEAR      |
| 130017 -               | 1999 VB66                | 4 novembre 1999  | LINEAR      |
| 130018 -               | 1999 VK67                | 4 novembre 1999  | LINEAR      |
| 130019 -               | 1999 VW68                | 4 novembre 1999  | LINEAR      |
| 130020 -               | 1999 VC69                | 4 novembre 1999  | LINEAR      |
| 130021 -               | 1999 VY74                | 5 novembre 1999  | Spacewatch  |
| 130022 -               | 1999 VD77                | 5 novembre 1999  | Spacewatch  |
| 130023 -               | 1999 VV77                | 3 novembre 1999  | LINEAR      |
| 130024 -               | 1999 VK80                | 4 novembre 1999  | LINEAR      |
| 130025 -               | 1999 VU80                | 4 novembre 1999  | LINEAR      |
| 130026 -               | 1999 VG84                | 6 novembre 1999  | Spacewatch  |
| 130027 -               | 1999 VC88                | 3 novembre 1999  | LINEAR      |
| 130028 -               | 1999 VO90                | 5 novembre 1999  | LINEAR      |
| 130029 -               | 1999 VR93                | 9 novembre 1999  | LINEAR      |
| 130030 -               | 1999 VH95                | 9 novembre 1999  | LINEAR      |
| 130031 -               | 1999 VT96                | 9 novembre 1999  | LINEAR      |
| 130032 -               | 1999 VE98                | 9 novembre 1999  | LINEAR      |
| 130033 -               | 1999 VP98                | 9 novembre 1999  | LINEAR      |
| 130034 -               | 1999 VT99                | 9 novembre 1999  | LINEAR      |
| 130035 -               | 1999 VA123               | 5 novembre 1999  | Spacewatch  |
| 130036 -               | 1999 VO125               | 6 novembre 1999  | Spacewatch  |
| 130037 -               | 1999 VR125               | 6 novembre 1999  | Spacewatch  |
| 130038 -               | 1999 VM127               | 9 novembre 1999  | Spacewatch  |
| 130039 -               | 1999 VY136               | 12 novembre 1999 | LINEAR      |
| 130040 -               | 1999 VO137               | 12 novembre 1999 | LINEAR      |
| 130041 -               | 1999 VL140               | 10 novembre 1999 | Spacewatch  |
| 130042 -               | 1999 VE147               | 12 novembre 1999 | LINEAR      |
| 130043 -               | 1999 VZ148               | 14 novembre 1999 | LINEAR      |
| 130044 -               | 1999 VK149               | 14 novembre 1999 | LINEAR      |
| 130045 -               | 1999 VZ157               | 14 novembre 1999 | LINEAR      |
| 130046 -               | 1999 VF159               | 14 novembre 1999 | LINEAR      |
| 130047 -               | 1999 VJ163               | 14 novembre 1999 | LINEAR      |
| 130048 -               | 1999 VG164               | 14 novembre 1999 | LINEAR      |
| 130049 -               | 1999 VU166               | 14 novembre 1999 | LINEAR      |
| 130050 -               | 1999 VL167               | 14 novembre 1999 | LINEAR      |
| 130051 -               | 1999 VK168               | 14 novembre 1999 | LINEAR      |
| 130052 -               | 1999 VO171               | 14 novembre 1999 | LINEAR      |
| 130053 -               | 1999 VW171               | 14 novembre 1999 | LINEAR      |
| 130054 -               | 1999 VM173               | 15 novembre 1999 | LINEAR      |
| 130055 -               | 1999 VY173               | 1 novembre 1999  | LONEOS      |
| 130056 -               | 1999 VA177               | 5 novembre 1999  | LINEAR      |
| 130057 -               | 1999 VA179               | 6 novembre 1999  | LINEAR      |
| 130058 -               | 1999 VN179               | 6 novembre 1999  | LINEAR      |
| 130059 -               | 1999 VT181               | 9 novembre 1999  | LINEAR      |
| 130060 -               | 1999 VO185               | 15 novembre 1999 | LINEAR      |
| 130061 -               | 1999 VR187               | 15 novembre 1999 | LINEAR      |
| 130062 -               | 1999 VU188               | 15 novembre 1999 | LINEAR      |
| 130063 -               | 1999 VZ191               | 14 novembre 1999 | LINEAR      |
| 130064 -               | 1999 VB192               | 14 novembre 1999 | LINEAR      |
| 130065 -               | 1999 VC192               | 14 novembre 1999 | LINEAR      |
| 130066 Timhaltigin     | 1999 VK193               | 1 novembre 1999  | CSS         |
| 130067 Marius-Phaneuf  | 1999 VM194               | 1 novembre 1999  | CSS         |
| 130068 -               | 1999 VH196               | 4 novembre 1999  | LONEOS      |
| 130069 Danielgaudreau  | 1999 VV196               | 1 novembre 1999  | CSS         |
| 130070 -               | 1999 VK197               | 3 novembre 1999  | LONEOS      |
| 130071 Claudebrunet    | 1999 VD198               | 3 novembre 1999  | CSS         |
| 130072 Ilincaignat     | 1999 VL198               | 3 novembre 1999  | CSS         |
| 130073 -               | 1999 VH204               | 9 novembre 1999  | LONEOS      |
| 130074 -               | 1999 VG205               | 11 novembre 1999 | Spacewatch  |
| 130075 -               | 1999 VO217               | 5 novembre 1999  | LINEAR      |
| 130076 -               | 1999 VA224               | 5 novembre 1999  | LINEAR      |
| 130077 -               | 1999 VA225               | 5 novembre 1999  | LINEAR      |
| 130078 Taschner        | 1999 WH2                 | 26 novembre 1999 | E. Meyer    |
| 130079 -               | 1999 WW2                 | 26 novembre 1999 | K. Korlević |
| 130080 -               | 1999 WQ6                 | 28 novembre 1999 | K. Korlević |
| 130081 -               | 1999 WM12                | 29 novembre 1999 | Spacewatch  |
| 130082 -               | 1999 WP13                | 29 novembre 1999 | K. Korlević |
| 130083 -               | 1999 WV14                | 28 novembre 1999 | Spacewatch  |
| 130084 -               | 1999 WM16                | 29 novembre 1999 | Spacewatch  |
| 130085 -               | 1999 WX16                | 30 novembre 1999 | Spacewatch  |
| 130086 -               | 1999 WW17                | 30 novembre 1999 | Spacewatch  |
| 130087 -               | 1999 WA25                | 28 novembre 1999 | Spacewatch  |
| 130088 Grantcunningham | 1999 XQ3                 | 4 dicembre 1999  | CSS         |
| 130089 Saadatanwar     | 1999 XC5                 | 4 dicembre 1999  | CSS         |
| 130090 Heatherbowles   | 1999 XJ6                 | 4 dicembre 1999  | CSS         |
| 130091 -               | 1999 XC10                | 5 dicembre 1999  | Spacewatch  |
| 130092 -               | 1999 XD13                | 5 dicembre 1999  | LINEAR      |
| 130093 -               | 1999 XP14                | 3 dicembre 1999  | LINEAR      |
| 130094 -               | 1999 XW14                | 6 dicembre 1999  | LINEAR      |
| 130095 -               | 1999 XR16                | 7 dicembre 1999  | LINEAR      |
| 130096 -               | 1999 XJ19                | 3 dicembre 1999  | LINEAR      |
| 130097 -               | 1999 XW20                | 5 dicembre 1999  | LINEAR      |
| 130098 -               | 1999 XM21                | 5 dicembre 1999  | LINEAR      |
| 130099 -               | 1999 XU22                | 6 dicembre 1999  | LINEAR      |
| 130100 -               | 1999 XY28                | 6 dicembre 1999  | LINEAR      |

## 130101-130200
| Nome                 | Designazione provvisoria | Data di scoperta | Scopritore   |
| -------------------- | ------------------------ | ---------------- | ------------ |
| 130101 -             | 1999 XM29                | 6 dicembre 1999  | LINEAR       |
| 130102 -             | 1999 XO30                | 6 dicembre 1999  | LINEAR       |
| 130103 -             | 1999 XR30                | 6 dicembre 1999  | LINEAR       |
| 130104 -             | 1999 XB41                | 7 dicembre 1999  | LINEAR       |
| 130105 -             | 1999 XW42                | 7 dicembre 1999  | LINEAR       |
| 130106 -             | 1999 XT47                | 7 dicembre 1999  | LINEAR       |
| 130107 -             | 1999 XS51                | 7 dicembre 1999  | LINEAR       |
| 130108 -             | 1999 XQ58                | 7 dicembre 1999  | LINEAR       |
| 130109 -             | 1999 XC65                | 7 dicembre 1999  | LINEAR       |
| 130110 -             | 1999 XQ65                | 7 dicembre 1999  | LINEAR       |
| 130111 -             | 1999 XR67                | 7 dicembre 1999  | LINEAR       |
| 130112 -             | 1999 XF70                | 7 dicembre 1999  | LINEAR       |
| 130113 -             | 1999 XY72                | 7 dicembre 1999  | LINEAR       |
| 130114 -             | 1999 XS73                | 7 dicembre 1999  | LINEAR       |
| 130115 -             | 1999 XO78                | 7 dicembre 1999  | LINEAR       |
| 130116 -             | 1999 XH79                | 7 dicembre 1999  | LINEAR       |
| 130117 -             | 1999 XD80                | 7 dicembre 1999  | LINEAR       |
| 130118 -             | 1999 XR80                | 7 dicembre 1999  | LINEAR       |
| 130119 -             | 1999 XH81                | 7 dicembre 1999  | LINEAR       |
| 130120 -             | 1999 XH84                | 7 dicembre 1999  | LINEAR       |
| 130121 -             | 1999 XH86                | 7 dicembre 1999  | LINEAR       |
| 130122 -             | 1999 XZ90                | 7 dicembre 1999  | LINEAR       |
| 130123 -             | 1999 XJ92                | 7 dicembre 1999  | LINEAR       |
| 130124 -             | 1999 XJ105               | 10 dicembre 1999 | M. Bœuf      |
| 130125 -             | 1999 XV105               | 11 dicembre 1999 | T. Kobayashi |
| 130126 Stillmanchase | 1999 XW106               | 4 dicembre 1999  | CSS          |
| 130127 Zoltanfarkas  | 1999 XC110               | 4 dicembre 1999  | CSS          |
| 130128 Tarafisher    | 1999 XG118               | 5 dicembre 1999  | CSS          |
| 130129 -             | 1999 XS127               | 12 dicembre 1999 | R. A. Tucker |
| 130130 -             | 1999 XB133               | 12 dicembre 1999 | LINEAR       |
| 130131 -             | 1999 XC133               | 12 dicembre 1999 | LINEAR       |
| 130132 -             | 1999 XQ133               | 12 dicembre 1999 | LINEAR       |
| 130133 -             | 1999 XP134               | 3 dicembre 1999  | LINEAR       |
| 130134 -             | 1999 XR135               | 8 dicembre 1999  | LINEAR       |
| 130135 -             | 1999 XF136               | 13 dicembre 1999 | LINEAR       |
| 130136 -             | 1999 XP137               | 3 dicembre 1999  | LONEOS       |
| 130137 -             | 1999 XT137               | 11 dicembre 1999 | T. Pauwels   |
| 130138 -             | 1999 XT145               | 7 dicembre 1999  | Spacewatch   |
| 130139 -             | 1999 XF148               | 7 dicembre 1999  | Spacewatch   |
| 130140 -             | 1999 XC150               | 8 dicembre 1999  | Spacewatch   |
| 130141 -             | 1999 XZ153               | 8 dicembre 1999  | LINEAR       |
| 130142 -             | 1999 XP157               | 8 dicembre 1999  | LINEAR       |
| 130143 -             | 1999 XC177               | 10 dicembre 1999 | LINEAR       |
| 130144 -             | 1999 XQ182               | 12 dicembre 1999 | LINEAR       |
| 130145 -             | 1999 XD186               | 12 dicembre 1999 | LINEAR       |
| 130146 -             | 1999 XS191               | 12 dicembre 1999 | LINEAR       |
| 130147 -             | 1999 XF199               | 12 dicembre 1999 | LINEAR       |
| 130148 -             | 1999 XT202               | 12 dicembre 1999 | LINEAR       |
| 130149 -             | 1999 XZ204               | 12 dicembre 1999 | LINEAR       |
| 130150 -             | 1999 XJ206               | 12 dicembre 1999 | LINEAR       |
| 130151 -             | 1999 XB209               | 13 dicembre 1999 | LINEAR       |
| 130152 -             | 1999 XV213               | 14 dicembre 1999 | LINEAR       |
| 130153 -             | 1999 XA217               | 13 dicembre 1999 | Spacewatch   |
| 130154 -             | 1999 XQ220               | 14 dicembre 1999 | LINEAR       |
| 130155 -             | 1999 XD223               | 15 dicembre 1999 | LINEAR       |
| 130156 -             | 1999 XS225               | 13 dicembre 1999 | Spacewatch   |
| 130157 -             | 1999 XL228               | 14 dicembre 1999 | Spacewatch   |
| 130158 Orsonjohn     | 1999 XD231               | 7 dicembre 1999  | CSS          |
| 130159 -             | 1999 XH233               | 2 dicembre 1999  | LONEOS       |
| 130160 -             | 1999 XP235               | 2 dicembre 1999  | Spacewatch   |
| 130161 Iankubik      | 1999 XG237               | 5 dicembre 1999  | CSS          |
| 130162 -             | 1999 YM                  | 16 dicembre 1999 | LINEAR       |
| 130163 -             | 1999 YX5                 | 29 dicembre 1999 | LINEAR       |
| 130164 -             | 1999 YW9                 | 27 dicembre 1999 | Spacewatch   |
| 130165 -             | 1999 YV11                | 27 dicembre 1999 | Spacewatch   |
| 130166 -             | 1999 YL17                | 31 dicembre 1999 | Spacewatch   |
| 130167 -             | 1999 YV27                | 30 dicembre 1999 | LINEAR       |
| 130168 -             | 1999 YX27                | 30 dicembre 1999 | LINEAR       |
| 130169 -             | 2000 AG1                 | 2 gennaio 2000   | LINEAR       |
| 130170 -             | 2000 AL4                 | 3 gennaio 2000   | Spacewatch   |
| 130171 -             | 2000 AS6                 | 2 gennaio 2000   | LINEAR       |
| 130172 -             | 2000 AU6                 | 2 gennaio 2000   | LINEAR       |
| 130173 -             | 2000 AU10                | 3 gennaio 2000   | LINEAR       |
| 130174 -             | 2000 AO18                | 3 gennaio 2000   | LINEAR       |
| 130175 -             | 2000 AL20                | 3 gennaio 2000   | LINEAR       |
| 130176 -             | 2000 AO28                | 3 gennaio 2000   | LINEAR       |
| 130177 -             | 2000 AH36                | 3 gennaio 2000   | LINEAR       |
| 130178 -             | 2000 AD39                | 3 gennaio 2000   | LINEAR       |
| 130179 -             | 2000 AC45                | 5 gennaio 2000   | Spacewatch   |
| 130180 -             | 2000 AP52                | 4 gennaio 2000   | LINEAR       |
| 130181 -             | 2000 AZ52                | 4 gennaio 2000   | LINEAR       |
| 130182 -             | 2000 AZ55                | 4 gennaio 2000   | LINEAR       |
| 130183 -             | 2000 AS58                | 4 gennaio 2000   | LINEAR       |
| 130184 -             | 2000 AA60                | 4 gennaio 2000   | LINEAR       |
| 130185 -             | 2000 AE66                | 4 gennaio 2000   | LINEAR       |
| 130186 -             | 2000 AE70                | 5 gennaio 2000   | LINEAR       |
| 130187 -             | 2000 AJ83                | 5 gennaio 2000   | LINEAR       |
| 130188 -             | 2000 AZ85                | 5 gennaio 2000   | LINEAR       |
| 130189 -             | 2000 AY86                | 5 gennaio 2000   | LINEAR       |
| 130190 -             | 2000 AG90                | 5 gennaio 2000   | LINEAR       |
| 130191 -             | 2000 AS92                | 2 gennaio 2000   | LINEAR       |
| 130192 -             | 2000 AB93                | 3 gennaio 2000   | LINEAR       |
| 130193 -             | 2000 AM95                | 4 gennaio 2000   | LINEAR       |
| 130194 -             | 2000 AZ128               | 5 gennaio 2000   | LINEAR       |
| 130195 -             | 2000 AM129               | 5 gennaio 2000   | LINEAR       |
| 130196 -             | 2000 AW133               | 4 gennaio 2000   | LINEAR       |
| 130197 -             | 2000 AL152               | 8 gennaio 2000   | LINEAR       |
| 130198 -             | 2000 AY152               | 8 gennaio 2000   | LINEAR       |
| 130199 -             | 2000 AC161               | 3 gennaio 2000   | LINEAR       |
| 130200 -             | 2000 AG167               | 8 gennaio 2000   | LINEAR       |

## 130201-130300
| Nome                   | Designazione provvisoria | Data di scoperta | Scopritore  |
| ---------------------- | ------------------------ | ---------------- | ----------- |
| 130201 -               | 2000 AE170               | 7 gennaio 2000   | LINEAR      |
| 130202 -               | 2000 AJ171               | 7 gennaio 2000   | LINEAR      |
| 130203 -               | 2000 AT176               | 7 gennaio 2000   | LINEAR      |
| 130204 -               | 2000 AZ176               | 7 gennaio 2000   | LINEAR      |
| 130205 -               | 2000 AY181               | 7 gennaio 2000   | LINEAR      |
| 130206 -               | 2000 AK201               | 9 gennaio 2000   | LINEAR      |
| 130207 -               | 2000 AV205               | 15 gennaio 2000  | K. Korlević |
| 130208 -               | 2000 AB211               | 5 gennaio 2000   | Spacewatch  |
| 130209 -               | 2000 AZ214               | 7 gennaio 2000   | Spacewatch  |
| 130210 -               | 2000 AX217               | 8 gennaio 2000   | Spacewatch  |
| 130211 -               | 2000 AF219               | 8 gennaio 2000   | Spacewatch  |
| 130212 -               | 2000 AD220               | 8 gennaio 2000   | Spacewatch  |
| 130213 -               | 2000 AX222               | 9 gennaio 2000   | Spacewatch  |
| 130214 -               | 2000 AC227               | 10 gennaio 2000  | Spacewatch  |
| 130215 -               | 2000 AK228               | 13 gennaio 2000  | Spacewatch  |
| 130216 -               | 2000 AC238               | 6 gennaio 2000   | LINEAR      |
| 130217 -               | 2000 AA239               | 6 gennaio 2000   | LINEAR      |
| 130218 -               | 2000 AG239               | 6 gennaio 2000   | LINEAR      |
| 130219 -               | 2000 AG242               | 7 gennaio 2000   | LONEOS      |
| 130220 -               | 2000 AM245               | 9 gennaio 2000   | LINEAR      |
| 130221 -               | 2000 AG248               | 2 gennaio 2000   | Spacewatch  |
| 130222 -               | 2000 BM                  | 24 gennaio 2000  | K. Korlević |
| 130223 -               | 2000 BA2                 | 27 gennaio 2000  | Spacewatch  |
| 130224 -               | 2000 BL7                 | 29 gennaio 2000  | LINEAR      |
| 130225 -               | 2000 BW10                | 25 gennaio 2000  | W. Bickel   |
| 130226 -               | 2000 BT20                | 28 gennaio 2000  | Spacewatch  |
| 130227 -               | 2000 BC22                | 30 gennaio 2000  | Spacewatch  |
| 130228 -               | 2000 BV32                | 28 gennaio 2000  | Spacewatch  |
| 130229 Igorlazbin      | 2000 BV33                | 30 gennaio 2000  | CSS         |
| 130230 -               | 2000 BN36                | 27 gennaio 2000  | Spacewatch  |
| 130231 -               | 2000 BS38                | 27 gennaio 2000  | Spacewatch  |
| 130232 -               | 2000 BC50                | 16 gennaio 2000  | Spacewatch  |
| 130233 -               | 2000 CJ8                 | 2 febbraio 2000  | LINEAR      |
| 130234 -               | 2000 CR13                | 2 febbraio 2000  | LINEAR      |
| 130235 -               | 2000 CC24                | 2 febbraio 2000  | LINEAR      |
| 130236 -               | 2000 CX24                | 2 febbraio 2000  | LINEAR      |
| 130237 -               | 2000 CJ26                | 2 febbraio 2000  | LINEAR      |
| 130238 -               | 2000 CK32                | 2 febbraio 2000  | LINEAR      |
| 130239 -               | 2000 CU39                | 2 febbraio 2000  | LINEAR      |
| 130240 -               | 2000 CD41                | 6 febbraio 2000  | P. G. Comba |
| 130241 -               | 2000 CE53                | 10 febbraio 2000 | Spacewatch  |
| 130242 -               | 2000 CR54                | 2 febbraio 2000  | LINEAR      |
| 130243 -               | 2000 CA75                | 6 febbraio 2000  | LINEAR      |
| 130244 -               | 2000 CD76                | 4 febbraio 2000  | K. Korlević |
| 130245 -               | 2000 CO77                | 8 febbraio 2000  | P. G. Comba |
| 130246 -               | 2000 CN83                | 4 febbraio 2000  | LINEAR      |
| 130247 -               | 2000 CE85                | 4 febbraio 2000  | LINEAR      |
| 130248 -               | 2000 CV90                | 6 febbraio 2000  | LINEAR      |
| 130249 Markminer       | 2000 CS106               | 5 febbraio 2000  | CSS         |
| 130250 -               | 2000 CD116               | 3 febbraio 2000  | LINEAR      |
| 130251 -               | 2000 CM118               | 11 febbraio 2000 | LINEAR      |
| 130252 -               | 2000 CN135               | 4 febbraio 2000  | Spacewatch  |
| 130253 -               | 2000 DV2                 | 27 febbraio 2000 | Spacewatch  |
| 130254 -               | 2000 DJ14                | 28 febbraio 2000 | Spacewatch  |
| 130255 -               | 2000 DQ18                | 29 febbraio 2000 | LINEAR      |
| 130256 -               | 2000 DG24                | 29 febbraio 2000 | LINEAR      |
| 130257 -               | 2000 DB31                | 29 febbraio 2000 | LINEAR      |
| 130258 -               | 2000 DL33                | 29 febbraio 2000 | LINEAR      |
| 130259 -               | 2000 DV33                | 29 febbraio 2000 | LINEAR      |
| 130260 -               | 2000 DP38                | 29 febbraio 2000 | LINEAR      |
| 130261 -               | 2000 DV38                | 29 febbraio 2000 | LINEAR      |
| 130262 -               | 2000 DY39                | 29 febbraio 2000 | LINEAR      |
| 130263 -               | 2000 DP42                | 29 febbraio 2000 | LINEAR      |
| 130264 -               | 2000 DZ44                | 29 febbraio 2000 | LINEAR      |
| 130265 -               | 2000 DB48                | 29 febbraio 2000 | LINEAR      |
| 130266 -               | 2000 DF50                | 29 febbraio 2000 | LINEAR      |
| 130267 -               | 2000 DK53                | 29 febbraio 2000 | LINEAR      |
| 130268 -               | 2000 DP54                | 29 febbraio 2000 | LINEAR      |
| 130269 -               | 2000 DU54                | 29 febbraio 2000 | LINEAR      |
| 130270 -               | 2000 DZ54                | 29 febbraio 2000 | LINEAR      |
| 130271 -               | 2000 DJ60                | 29 febbraio 2000 | LINEAR      |
| 130272 -               | 2000 DY60                | 29 febbraio 2000 | LINEAR      |
| 130273 -               | 2000 DV64                | 29 febbraio 2000 | LINEAR      |
| 130274 -               | 2000 DT65                | 29 febbraio 2000 | LINEAR      |
| 130275 -               | 2000 DD70                | 29 febbraio 2000 | LINEAR      |
| 130276 -               | 2000 DY76                | 29 febbraio 2000 | LINEAR      |
| 130277 -               | 2000 DT79                | 28 febbraio 2000 | LINEAR      |
| 130278 -               | 2000 DZ82                | 28 febbraio 2000 | LINEAR      |
| 130279 -               | 2000 DO87                | 29 febbraio 2000 | LINEAR      |
| 130280 -               | 2000 DJ103               | 29 febbraio 2000 | LINEAR      |
| 130281 -               | 2000 EM                  | 2 marzo 2000     | P. G. Comba |
| 130282 -               | 2000 EZ2                 | 3 marzo 2000     | LINEAR      |
| 130283 Elizabethgraham | 2000 EB8                 | 4 marzo 2000     | N. Brady    |
| 130284 -               | 2000 EL17                | 3 marzo 2000     | LINEAR      |
| 130285 -               | 2000 EW18                | 5 marzo 2000     | LINEAR      |
| 130286 -               | 2000 EN22                | 3 marzo 2000     | Spacewatch  |
| 130287 -               | 2000 EW27                | 4 marzo 2000     | LINEAR      |
| 130288 -               | 2000 ED35                | 8 marzo 2000     | LINEAR      |
| 130289 -               | 2000 EX35                | 3 marzo 2000     | LINEAR      |
| 130290 -               | 2000 EO39                | 8 marzo 2000     | LINEAR      |
| 130291 -               | 2000 ES39                | 8 marzo 2000     | LINEAR      |
| 130292 -               | 2000 ER41                | 8 marzo 2000     | LINEAR      |
| 130293 -               | 2000 EH44                | 9 marzo 2000     | LINEAR      |
| 130294 -               | 2000 EA59                | 9 marzo 2000     | LINEAR      |
| 130295 -               | 2000 EF60                | 10 marzo 2000    | LINEAR      |
| 130296 -               | 2000 EF62                | 10 marzo 2000    | LINEAR      |
| 130297 -               | 2000 ET62                | 10 marzo 2000    | LINEAR      |
| 130298 -               | 2000 EA68                | 10 marzo 2000    | LINEAR      |
| 130299 -               | 2000 EQ68                | 10 marzo 2000    | LINEAR      |
| 130300 -               | 2000 EV69                | 10 marzo 2000    | LINEAR      |

## 130301-130400
| Nome                   | Designazione provvisoria | Data di scoperta | Scopritore |
| ---------------------- | ------------------------ | ---------------- | ---------- |
| 130301 -               | 2000 EP71                | 9 marzo 2000     | Spacewatch |
| 130302 -               | 2000 EH78                | 5 marzo 2000     | LINEAR     |
| 130303 -               | 2000 EO79                | 5 marzo 2000     | LINEAR     |
| 130304 -               | 2000 EY82                | 5 marzo 2000     | LINEAR     |
| 130305 -               | 2000 EW88                | 9 marzo 2000     | LINEAR     |
| 130306 -               | 2000 EN96                | 12 marzo 2000    | LINEAR     |
| 130307 -               | 2000 EP102               | 14 marzo 2000    | Spacewatch |
| 130308 -               | 2000 EZ102               | 9 marzo 2000     | LINEAR     |
| 130309 -               | 2000 EM103               | 12 marzo 2000    | LINEAR     |
| 130310 -               | 2000 EP103               | 12 marzo 2000    | LINEAR     |
| 130311 -               | 2000 EW105               | 11 marzo 2000    | LONEOS     |
| 130312 -               | 2000 EX107               | 8 marzo 2000     | LINEAR     |
| 130313 -               | 2000 EM120               | 11 marzo 2000    | LONEOS     |
| 130314 Williamodonnell | 2000 EU121               | 11 marzo 2000    | CSS        |
| 130315 -               | 2000 EV122               | 11 marzo 2000    | LINEAR     |
| 130316 -               | 2000 EK123               | 11 marzo 2000    | LONEOS     |
| 130317 -               | 2000 EK124               | 11 marzo 2000    | LONEOS     |
| 130318 -               | 2000 EO130               | 11 marzo 2000    | LONEOS     |
| 130319 Danielpelham    | 2000 EX140               | 2 marzo 2000     | CSS        |
| 130320 Maherrassas     | 2000 EL141               | 2 marzo 2000     | CSS        |
| 130321 -               | 2000 EW163               | 3 marzo 2000     | LINEAR     |
| 130322 -               | 2000 EO166               | 4 marzo 2000     | LINEAR     |
| 130323 -               | 2000 ED169               | 4 marzo 2000     | LINEAR     |
| 130324 -               | 2000 EC170               | 5 marzo 2000     | LINEAR     |
| 130325 -               | 2000 EV178               | 4 marzo 2000     | LINEAR     |
| 130326 -               | 2000 EJ183               | 5 marzo 2000     | LINEAR     |
| 130327 -               | 2000 EU189               | 3 marzo 2000     | LINEAR     |
| 130328 -               | 2000 FT6                 | 27 marzo 2000    | Spacewatch |
| 130329 -               | 2000 FG11                | 28 marzo 2000    | LINEAR     |
| 130330 -               | 2000 FK11                | 28 marzo 2000    | LINEAR     |
| 130331 -               | 2000 FJ14                | 30 marzo 2000    | Spacewatch |
| 130332 -               | 2000 FC23                | 29 marzo 2000    | LINEAR     |
| 130333 -               | 2000 FT23                | 29 marzo 2000    | LINEAR     |
| 130334 -               | 2000 FD24                | 29 marzo 2000    | LINEAR     |
| 130335 -               | 2000 FZ26                | 27 marzo 2000    | LONEOS     |
| 130336 -               | 2000 FU27                | 27 marzo 2000    | LONEOS     |
| 130337 -               | 2000 FR29                | 27 marzo 2000    | LONEOS     |
| 130338 -               | 2000 FO34                | 29 marzo 2000    | LINEAR     |
| 130339 -               | 2000 FC39                | 29 marzo 2000    | LINEAR     |
| 130340 -               | 2000 FU43                | 29 marzo 2000    | LINEAR     |
| 130341 -               | 2000 FU47                | 29 marzo 2000    | LINEAR     |
| 130342 -               | 2000 FK53                | 30 marzo 2000    | Spacewatch |
| 130343 -               | 2000 FB56                | 29 marzo 2000    | LINEAR     |
| 130344 -               | 2000 FL57                | 26 marzo 2000    | LONEOS     |
| 130345 -               | 2000 FQ57                | 26 marzo 2000    | LONEOS     |
| 130346 -               | 2000 FA61                | 29 marzo 2000    | LINEAR     |
| 130347 -               | 2000 FV63                | 29 marzo 2000    | LINEAR     |
| 130348 -               | 2000 FJ72                | 25 marzo 2000    | Spacewatch |
| 130349 -               | 2000 FC73                | 26 marzo 2000    | LONEOS     |
| 130350 -               | 2000 GS4                 | 5 aprile 2000    | LINEAR     |
| 130351 -               | 2000 GQ16                | 5 aprile 2000    | LINEAR     |
| 130352 -               | 2000 GU19                | 5 aprile 2000    | LINEAR     |
| 130353 -               | 2000 GD21                | 5 aprile 2000    | LINEAR     |
| 130354 -               | 2000 GF25                | 5 aprile 2000    | LINEAR     |
| 130355 -               | 2000 GG35                | 5 aprile 2000    | LINEAR     |
| 130356 -               | 2000 GW43                | 5 aprile 2000    | LINEAR     |
| 130357 -               | 2000 GD47                | 5 aprile 2000    | LINEAR     |
| 130358 -               | 2000 GT61                | 5 aprile 2000    | LINEAR     |
| 130359 -               | 2000 GQ65                | 5 aprile 2000    | LINEAR     |
| 130360 -               | 2000 GW70                | 5 aprile 2000    | LINEAR     |
| 130361 -               | 2000 GN86                | 4 aprile 2000    | LINEAR     |
| 130362 -               | 2000 GY87                | 4 aprile 2000    | LINEAR     |
| 130363 -               | 2000 GH93                | 5 aprile 2000    | LINEAR     |
| 130364 -               | 2000 GJ97                | 7 aprile 2000    | LINEAR     |
| 130365 -               | 2000 GV100               | 7 aprile 2000    | LINEAR     |
| 130366 -               | 2000 GT116               | 2 aprile 2000    | Spacewatch |
| 130367 -               | 2000 GS118               | 3 aprile 2000    | Spacewatch |
| 130368 -               | 2000 GF121               | 5 aprile 2000    | Spacewatch |
| 130369 -               | 2000 GZ124               | 7 aprile 2000    | LINEAR     |
| 130370 -               | 2000 GP129               | 5 aprile 2000    | Spacewatch |
| 130371 -               | 2000 GZ147               | 5 aprile 2000    | LINEAR     |
| 130372 -               | 2000 GP149               | 5 aprile 2000    | LINEAR     |
| 130373 -               | 2000 GU156               | 6 aprile 2000    | LINEAR     |
| 130374 -               | 2000 GB164               | 12 aprile 2000   | NEAT       |
| 130375 -               | 2000 GX170               | 5 aprile 2000    | LONEOS     |
| 130376 -               | 2000 GJ178               | 2 aprile 2000    | LONEOS     |
| 130377 -               | 2000 GJ183               | 3 aprile 2000    | Spacewatch |
| 130378 -               | 2000 HR                  | 24 aprile 2000   | Spacewatch |
| 130379 -               | 2000 HO15                | 29 aprile 2000   | LINEAR     |
| 130380 -               | 2000 HN33                | 30 aprile 2000   | LINEAR     |
| 130381 -               | 2000 HR35                | 27 aprile 2000   | LINEAR     |
| 130382 -               | 2000 HW60                | 25 aprile 2000   | LONEOS     |
| 130383 -               | 2000 HA61                | 25 aprile 2000   | LONEOS     |
| 130384 -               | 2000 HB77                | 27 aprile 2000   | LINEAR     |
| 130385 -               | 2000 JS29                | 7 maggio 2000    | LINEAR     |
| 130386 -               | 2000 JY33                | 7 maggio 2000    | LINEAR     |
| 130387 -               | 2000 JJ40                | 7 maggio 2000    | LINEAR     |
| 130388 -               | 2000 JY66                | 1 maggio 2000    | NEAT       |
| 130389 -               | 2000 JH70                | 1 maggio 2000    | LONEOS     |
| 130390 -               | 2000 JW70                | 1 maggio 2000    | LONEOS     |
| 130391 -               | 2000 JG81                | 6 maggio 2000    | La Silla   |
| 130392 -               | 2000 KM60                | 25 maggio 2000   | LONEOS     |
| 130393 -               | 2000 KV67                | 30 maggio 2000   | LINEAR     |
| 130394 -               | 2000 LL14                | 7 giugno 2000    | LINEAR     |
| 130395 -               | 2000 LX25                | 11 giugno 2000   | LINEAR     |
| 130396 -               | 2000 LD31                | 6 giugno 2000    | LONEOS     |
| 130397 -               | 2000 LB32                | 5 giugno 2000    | LONEOS     |
| 130398 -               | 2000 NR8                 | 5 luglio 2000    | Spacewatch |
| 130399 -               | 2000 NG13                | 5 luglio 2000    | LONEOS     |
| 130400 -               | 2000 NP13                | 5 luglio 2000    | LONEOS     |

## 130401-130500
| Nome     | Designazione provvisoria | Data di scoperta | Scopritore             |
| -------- | ------------------------ | ---------------- | ---------------------- |
| 130401 - | 2000 NX18                | 5 luglio 2000    | LONEOS                 |
| 130402 - | 2000 OP6                 | 29 luglio 2000   | LINEAR                 |
| 130403 - | 2000 OZ13                | 23 luglio 2000   | LINEAR                 |
| 130404 - | 2000 OQ16                | 23 luglio 2000   | LINEAR                 |
| 130405 - | 2000 OO17                | 23 luglio 2000   | LINEAR                 |
| 130406 - | 2000 OF25                | 23 luglio 2000   | LINEAR                 |
| 130407 - | 2000 OV29                | 30 luglio 2000   | LINEAR                 |
| 130408 - | 2000 ON32                | 30 luglio 2000   | LINEAR                 |
| 130409 - | 2000 OB33                | 30 luglio 2000   | LINEAR                 |
| 130410 - | 2000 OW40                | 30 luglio 2000   | LINEAR                 |
| 130411 - | 2000 OU44                | 30 luglio 2000   | LINEAR                 |
| 130412 - | 2000 OT45                | 30 luglio 2000   | LINEAR                 |
| 130413 - | 2000 OO47                | 31 luglio 2000   | LINEAR                 |
| 130414 - | 2000 OU51                | 30 luglio 2000   | LINEAR                 |
| 130415 - | 2000 OH57                | 29 luglio 2000   | LONEOS                 |
| 130416 - | 2000 OJ58                | 29 luglio 2000   | LONEOS                 |
| 130417 - | 2000 OR58                | 29 luglio 2000   | LONEOS                 |
| 130418 - | 2000 OV60                | 29 luglio 2000   | LONEOS                 |
| 130419 - | 2000 PP                  | 1 agosto 2000    | Spacewatch             |
| 130420 - | 2000 PB10                | 1 agosto 2000    | LINEAR                 |
| 130421 - | 2000 PN11                | 1 agosto 2000    | LINEAR                 |
| 130422 - | 2000 PZ15                | 1 agosto 2000    | LINEAR                 |
| 130423 - | 2000 PA16                | 1 agosto 2000    | LINEAR                 |
| 130424 - | 2000 PV18                | 1 agosto 2000    | LINEAR                 |
| 130425 - | 2000 PF19                | 1 agosto 2000    | LINEAR                 |
| 130426 - | 2000 PT21                | 1 agosto 2000    | LINEAR                 |
| 130427 - | 2000 PU21                | 1 agosto 2000    | LINEAR                 |
| 130428 - | 2000 PF22                | 1 agosto 2000    | LINEAR                 |
| 130429 - | 2000 PY22                | 2 agosto 2000    | LINEAR                 |
| 130430 - | 2000 PM24                | 2 agosto 2000    | LINEAR                 |
| 130431 - | 2000 PQ24                | 2 agosto 2000    | Spacewatch             |
| 130432 - | 2000 QM4                 | 24 agosto 2000   | LINEAR                 |
| 130433 - | 2000 QO9                 | 26 agosto 2000   | P. Pravec, P. Kušnirák |
| 130434 - | 2000 QU11                | 24 agosto 2000   | LINEAR                 |
| 130435 - | 2000 QB12                | 24 agosto 2000   | LINEAR                 |
| 130436 - | 2000 QY13                | 24 agosto 2000   | LINEAR                 |
| 130437 - | 2000 QJ15                | 24 agosto 2000   | LINEAR                 |
| 130438 - | 2000 QS17                | 24 agosto 2000   | LINEAR                 |
| 130439 - | 2000 QO18                | 24 agosto 2000   | LINEAR                 |
| 130440 - | 2000 QW18                | 24 agosto 2000   | LINEAR                 |
| 130441 - | 2000 QQ20                | 24 agosto 2000   | LINEAR                 |
| 130442 - | 2000 QL24                | 25 agosto 2000   | LINEAR                 |
| 130443 - | 2000 QC26                | 26 agosto 2000   | J. Broughton           |
| 130444 - | 2000 QJ29                | 24 agosto 2000   | LINEAR                 |
| 130445 - | 2000 QV31                | 26 agosto 2000   | LINEAR                 |
| 130446 - | 2000 QO36                | 24 agosto 2000   | LINEAR                 |
| 130447 - | 2000 QZ42                | 24 agosto 2000   | LINEAR                 |
| 130448 - | 2000 QP43                | 24 agosto 2000   | LINEAR                 |
| 130449 - | 2000 QY48                | 24 agosto 2000   | LINEAR                 |
| 130450 - | 2000 QP50                | 24 agosto 2000   | LINEAR                 |
| 130451 - | 2000 QE56                | 26 agosto 2000   | LINEAR                 |
| 130452 - | 2000 QX56                | 26 agosto 2000   | LINEAR                 |
| 130453 - | 2000 QT59                | 26 agosto 2000   | LINEAR                 |
| 130454 - | 2000 QK61                | 28 agosto 2000   | LINEAR                 |
| 130455 - | 2000 QD63                | 28 agosto 2000   | LINEAR                 |
| 130456 - | 2000 QE63                | 28 agosto 2000   | LINEAR                 |
| 130457 - | 2000 QZ65                | 28 agosto 2000   | LINEAR                 |
| 130458 - | 2000 QG66                | 28 agosto 2000   | LINEAR                 |
| 130459 - | 2000 QZ66                | 28 agosto 2000   | LINEAR                 |
| 130460 - | 2000 QL67                | 28 agosto 2000   | LINEAR                 |
| 130461 - | 2000 QR71                | 24 agosto 2000   | LINEAR                 |
| 130462 - | 2000 QU73                | 24 agosto 2000   | LINEAR                 |
| 130463 - | 2000 QR74                | 24 agosto 2000   | LINEAR                 |
| 130464 - | 2000 QU77                | 24 agosto 2000   | LINEAR                 |
| 130465 - | 2000 QF78                | 24 agosto 2000   | LINEAR                 |
| 130466 - | 2000 QL78                | 24 agosto 2000   | LINEAR                 |
| 130467 - | 2000 QO78                | 24 agosto 2000   | LINEAR                 |
| 130468 - | 2000 QQ79                | 24 agosto 2000   | LINEAR                 |
| 130469 - | 2000 QQ80                | 24 agosto 2000   | LINEAR                 |
| 130470 - | 2000 QM82                | 24 agosto 2000   | LINEAR                 |
| 130471 - | 2000 QJ85                | 25 agosto 2000   | LINEAR                 |
| 130472 - | 2000 QM85                | 25 agosto 2000   | LINEAR                 |
| 130473 - | 2000 QJ86                | 25 agosto 2000   | LINEAR                 |
| 130474 - | 2000 QU87                | 25 agosto 2000   | LINEAR                 |
| 130475 - | 2000 QC90                | 25 agosto 2000   | LINEAR                 |
| 130476 - | 2000 QZ93                | 26 agosto 2000   | LINEAR                 |
| 130477 - | 2000 QK94                | 26 agosto 2000   | LINEAR                 |
| 130478 - | 2000 QY95                | 28 agosto 2000   | LINEAR                 |
| 130479 - | 2000 QB97                | 28 agosto 2000   | LINEAR                 |
| 130480 - | 2000 QE97                | 28 agosto 2000   | LINEAR                 |
| 130481 - | 2000 QQ97                | 28 agosto 2000   | LINEAR                 |
| 130482 - | 2000 QX97                | 28 agosto 2000   | LINEAR                 |
| 130483 - | 2000 QX100               | 28 agosto 2000   | LINEAR                 |
| 130484 - | 2000 QY101               | 28 agosto 2000   | LINEAR                 |
| 130485 - | 2000 QN103               | 28 agosto 2000   | LINEAR                 |
| 130486 - | 2000 QA106               | 28 agosto 2000   | LINEAR                 |
| 130487 - | 2000 QJ112               | 24 agosto 2000   | LINEAR                 |
| 130488 - | 2000 QS112               | 24 agosto 2000   | LINEAR                 |
| 130489 - | 2000 QN113               | 24 agosto 2000   | LINEAR                 |
| 130490 - | 2000 QY116               | 28 agosto 2000   | LINEAR                 |
| 130491 - | 2000 QT117               | 29 agosto 2000   | Črni Vrh               |
| 130492 - | 2000 QT118               | 25 agosto 2000   | LINEAR                 |
| 130493 - | 2000 QV118               | 25 agosto 2000   | LINEAR                 |
| 130494 - | 2000 QH120               | 25 agosto 2000   | LINEAR                 |
| 130495 - | 2000 QX126               | 31 agosto 2000   | LINEAR                 |
| 130496 - | 2000 QT127               | 24 agosto 2000   | LINEAR                 |
| 130497 - | 2000 QY127               | 24 agosto 2000   | LINEAR                 |
| 130498 - | 2000 QW128               | 25 agosto 2000   | LINEAR                 |
| 130499 - | 2000 QB129               | 26 agosto 2000   | LINEAR                 |
| 130500 - | 2000 QR134               | 26 agosto 2000   | LINEAR                 |

## 130501-130600
| Nome     | Designazione provvisoria | Data di scoperta | Scopritore                  |
| -------- | ------------------------ | ---------------- | --------------------------- |
| 130501 - | 2000 QK136               | 29 agosto 2000   | LINEAR                      |
| 130502 - | 2000 QR138               | 31 agosto 2000   | LINEAR                      |
| 130503 - | 2000 QC140               | 31 agosto 2000   | LINEAR                      |
| 130504 - | 2000 QL140               | 31 agosto 2000   | LINEAR                      |
| 130505 - | 2000 QQ141               | 31 agosto 2000   | LINEAR                      |
| 130506 - | 2000 QN144               | 31 agosto 2000   | LINEAR                      |
| 130507 - | 2000 QS144               | 31 agosto 2000   | LINEAR                      |
| 130508 - | 2000 QG145               | 31 agosto 2000   | LINEAR                      |
| 130509 - | 2000 QK145               | 31 agosto 2000   | LINEAR                      |
| 130510 - | 2000 QS151               | 26 agosto 2000   | LINEAR                      |
| 130511 - | 2000 QG152               | 28 agosto 2000   | LINEAR                      |
| 130512 - | 2000 QS154               | 31 agosto 2000   | LINEAR                      |
| 130513 - | 2000 QG159               | 31 agosto 2000   | LINEAR                      |
| 130514 - | 2000 QR163               | 31 agosto 2000   | LINEAR                      |
| 130515 - | 2000 QC165               | 31 agosto 2000   | LINEAR                      |
| 130516 - | 2000 QJ166               | 31 agosto 2000   | LINEAR                      |
| 130517 - | 2000 QW168               | 31 agosto 2000   | LINEAR                      |
| 130518 - | 2000 QN169               | 31 agosto 2000   | LINEAR                      |
| 130519 - | 2000 QQ172               | 31 agosto 2000   | LINEAR                      |
| 130520 - | 2000 QO175               | 31 agosto 2000   | LINEAR                      |
| 130521 - | 2000 QV180               | 31 agosto 2000   | LINEAR                      |
| 130522 - | 2000 QC182               | 26 agosto 2000   | LINEAR                      |
| 130523 - | 2000 QX183               | 26 agosto 2000   | LINEAR                      |
| 130524 - | 2000 QB189               | 26 agosto 2000   | LINEAR                      |
| 130525 - | 2000 QX191               | 26 agosto 2000   | LINEAR                      |
| 130526 - | 2000 QQ194               | 31 agosto 2000   | LINEAR                      |
| 130527 - | 2000 QW198               | 29 agosto 2000   | LINEAR                      |
| 130528 - | 2000 QY199               | 29 agosto 2000   | LINEAR                      |
| 130529 - | 2000 QY200               | 29 agosto 2000   | LINEAR                      |
| 130530 - | 2000 QK201               | 29 agosto 2000   | LINEAR                      |
| 130531 - | 2000 QY201               | 29 agosto 2000   | LINEAR                      |
| 130532 - | 2000 QB202               | 29 agosto 2000   | LINEAR                      |
| 130533 - | 2000 QK204               | 29 agosto 2000   | LINEAR                      |
| 130534 - | 2000 QX204               | 31 agosto 2000   | LINEAR                      |
| 130535 - | 2000 QU207               | 31 agosto 2000   | LINEAR                      |
| 130536 - | 2000 QV208               | 31 agosto 2000   | LINEAR                      |
| 130537 - | 2000 QV210               | 31 agosto 2000   | LINEAR                      |
| 130538 - | 2000 QC213               | 31 agosto 2000   | LINEAR                      |
| 130539 - | 2000 QG213               | 31 agosto 2000   | LINEAR                      |
| 130540 - | 2000 QJ213               | 31 agosto 2000   | LINEAR                      |
| 130541 - | 2000 QJ215               | 31 agosto 2000   | LINEAR                      |
| 130542 - | 2000 QZ215               | 31 agosto 2000   | LINEAR                      |
| 130543 - | 2000 QH216               | 31 agosto 2000   | LINEAR                      |
| 130544 - | 2000 QP221               | 21 agosto 2000   | LONEOS                      |
| 130545 - | 2000 QK223               | 21 agosto 2000   | LONEOS                      |
| 130546 - | 2000 QW227               | 31 agosto 2000   | LINEAR                      |
| 130547 - | 2000 QX229               | 31 agosto 2000   | LINEAR                      |
| 130548 - | 2000 QL230               | 31 agosto 2000   | LINEAR                      |
| 130549 - | 2000 RT                  | 1 settembre 2000 | LINEAR                      |
| 130550 - | 2000 RO1                 | 1 settembre 2000 | LINEAR                      |
| 130551 - | 2000 RV4                 | 1 settembre 2000 | LINEAR                      |
| 130552 - | 2000 RX13                | 1 settembre 2000 | LINEAR                      |
| 130553 - | 2000 RV14                | 1 settembre 2000 | LINEAR                      |
| 130554 - | 2000 RT18                | 1 settembre 2000 | LINEAR                      |
| 130555 - | 2000 RR23                | 1 settembre 2000 | LINEAR                      |
| 130556 - | 2000 RE30                | 1 settembre 2000 | LINEAR                      |
| 130557 - | 2000 RB31                | 1 settembre 2000 | LINEAR                      |
| 130558 - | 2000 RE31                | 1 settembre 2000 | LINEAR                      |
| 130559 - | 2000 RJ31                | 1 settembre 2000 | LINEAR                      |
| 130560 - | 2000 RL32                | 1 settembre 2000 | LINEAR                      |
| 130561 - | 2000 RW32                | 1 settembre 2000 | LINEAR                      |
| 130562 - | 2000 RE33                | 1 settembre 2000 | LINEAR                      |
| 130563 - | 2000 RE35                | 1 settembre 2000 | LINEAR                      |
| 130564 - | 2000 RC38                | 5 settembre 2000 | Uppsala-DLR Asteroid Survey |
| 130565 - | 2000 RH38                | 5 settembre 2000 | Uppsala-DLR Asteroid Survey |
| 130566 - | 2000 RW38                | 5 settembre 2000 | LINEAR                      |
| 130567 - | 2000 RV39                | 2 settembre 2000 | LINEAR                      |
| 130568 - | 2000 RN41                | 3 settembre 2000 | LINEAR                      |
| 130569 - | 2000 RD44                | 3 settembre 2000 | LINEAR                      |
| 130570 - | 2000 RR45                | 3 settembre 2000 | LINEAR                      |
| 130571 - | 2000 RJ46                | 3 settembre 2000 | LINEAR                      |
| 130572 - | 2000 RF48                | 3 settembre 2000 | LINEAR                      |
| 130573 - | 2000 RZ55                | 5 settembre 2000 | LINEAR                      |
| 130574 - | 2000 RF60                | 8 settembre 2000 | W. K. Y. Yeung              |
| 130575 - | 2000 RV67                | 1 settembre 2000 | LINEAR                      |
| 130576 - | 2000 RK68                | 2 settembre 2000 | LINEAR                      |
| 130577 - | 2000 RK69                | 2 settembre 2000 | LINEAR                      |
| 130578 - | 2000 RO69                | 2 settembre 2000 | LINEAR                      |
| 130579 - | 2000 RX69                | 2 settembre 2000 | LINEAR                      |
| 130580 - | 2000 RO71                | 2 settembre 2000 | LINEAR                      |
| 130581 - | 2000 RQ71                | 2 settembre 2000 | LINEAR                      |
| 130582 - | 2000 RH75                | 3 settembre 2000 | LINEAR                      |
| 130583 - | 2000 RS75                | 3 settembre 2000 | LINEAR                      |
| 130584 - | 2000 RA77                | 5 settembre 2000 | LINEAR                      |
| 130585 - | 2000 RU77                | 9 settembre 2000 | K. Korlević                 |
| 130586 - | 2000 RG78                | 9 settembre 2000 | G. Hug                      |
| 130587 - | 2000 RT80                | 1 settembre 2000 | LINEAR                      |
| 130588 - | 2000 RD83                | 1 settembre 2000 | LINEAR                      |
| 130589 - | 2000 RD85                | 2 settembre 2000 | LONEOS                      |
| 130590 - | 2000 RG87                | 2 settembre 2000 | LONEOS                      |
| 130591 - | 2000 RM87                | 2 settembre 2000 | LONEOS                      |
| 130592 - | 2000 RT87                | 2 settembre 2000 | LONEOS                      |
| 130593 - | 2000 RX88                | 3 settembre 2000 | LINEAR                      |
| 130594 - | 2000 RA90                | 3 settembre 2000 | LINEAR                      |
| 130595 - | 2000 RP90                | 3 settembre 2000 | LINEAR                      |
| 130596 - | 2000 RV91                | 3 settembre 2000 | LINEAR                      |
| 130597 - | 2000 RT93                | 4 settembre 2000 | LONEOS                      |
| 130598 - | 2000 RH94                | 4 settembre 2000 | LONEOS                      |
| 130599 - | 2000 RF95                | 4 settembre 2000 | LONEOS                      |
| 130600 - | 2000 RU96                | 5 settembre 2000 | LONEOS                      |

## 130601-130700
| Nome     | Designazione provvisoria | Data di scoperta  | Scopritore      |
| -------- | ------------------------ | ----------------- | --------------- |
| 130601 - | 2000 SD                  | 17 settembre 2000 | LINEAR          |
| 130602 - | 2000 SE4                 | 21 settembre 2000 | NEAT            |
| 130603 - | 2000 SE7                 | 24 settembre 2000 | BATTeRS         |
| 130604 - | 2000 SH10                | 23 settembre 2000 | W. K. Y. Yeung  |
| 130605 - | 2000 SH14                | 23 settembre 2000 | LINEAR          |
| 130606 - | 2000 SV14                | 23 settembre 2000 | LINEAR          |
| 130607 - | 2000 SY14                | 23 settembre 2000 | LINEAR          |
| 130608 - | 2000 SV17                | 23 settembre 2000 | LINEAR          |
| 130609 - | 2000 SE19                | 23 settembre 2000 | LINEAR          |
| 130610 - | 2000 SK22                | 20 settembre 2000 | NEAT            |
| 130611 - | 2000 SP23                | 26 settembre 2000 | F. B. Zoltowski |
| 130612 - | 2000 SQ24                | 26 settembre 2000 | BATTeRS         |
| 130613 - | 2000 SG29                | 24 settembre 2000 | LINEAR          |
| 130614 - | 2000 SW29                | 24 settembre 2000 | LINEAR          |
| 130615 - | 2000 SX33                | 24 settembre 2000 | LINEAR          |
| 130616 - | 2000 SX34                | 24 settembre 2000 | LINEAR          |
| 130617 - | 2000 SQ36                | 24 settembre 2000 | LINEAR          |
| 130618 - | 2000 SU36                | 24 settembre 2000 | LINEAR          |
| 130619 - | 2000 SY36                | 24 settembre 2000 | LINEAR          |
| 130620 - | 2000 SJ38                | 24 settembre 2000 | LINEAR          |
| 130621 - | 2000 SV39                | 24 settembre 2000 | LINEAR          |
| 130622 - | 2000 SM41                | 24 settembre 2000 | LINEAR          |
| 130623 - | 2000 SP41                | 24 settembre 2000 | LINEAR          |
| 130624 - | 2000 SC43                | 26 settembre 2000 | Črni Vrh        |
| 130625 - | 2000 SJ44                | 24 settembre 2000 | LINEAR          |
| 130626 - | 2000 SO49                | 23 settembre 2000 | LINEAR          |
| 130627 - | 2000 SB53                | 24 settembre 2000 | LINEAR          |
| 130628 - | 2000 SG54                | 24 settembre 2000 | LINEAR          |
| 130629 - | 2000 SX55                | 24 settembre 2000 | LINEAR          |
| 130630 - | 2000 SB57                | 24 settembre 2000 | LINEAR          |
| 130631 - | 2000 SD57                | 24 settembre 2000 | LINEAR          |
| 130632 - | 2000 SN57                | 24 settembre 2000 | LINEAR          |
| 130633 - | 2000 SA59                | 24 settembre 2000 | LINEAR          |
| 130634 - | 2000 SP61                | 24 settembre 2000 | LINEAR          |
| 130635 - | 2000 SB63                | 24 settembre 2000 | LINEAR          |
| 130636 - | 2000 SC64                | 24 settembre 2000 | LINEAR          |
| 130637 - | 2000 SQ64                | 24 settembre 2000 | LINEAR          |
| 130638 - | 2000 SC66                | 24 settembre 2000 | LINEAR          |
| 130639 - | 2000 SQ66                | 24 settembre 2000 | LINEAR          |
| 130640 - | 2000 SN67                | 24 settembre 2000 | LINEAR          |
| 130641 - | 2000 SP68                | 24 settembre 2000 | LINEAR          |
| 130642 - | 2000 SE70                | 24 settembre 2000 | LINEAR          |
| 130643 - | 2000 SD71                | 24 settembre 2000 | LINEAR          |
| 130644 - | 2000 SU71                | 24 settembre 2000 | LINEAR          |
| 130645 - | 2000 SC73                | 24 settembre 2000 | LINEAR          |
| 130646 - | 2000 SW74                | 24 settembre 2000 | LINEAR          |
| 130647 - | 2000 SG75                | 24 settembre 2000 | LINEAR          |
| 130648 - | 2000 SW76                | 24 settembre 2000 | LINEAR          |
| 130649 - | 2000 SR81                | 24 settembre 2000 | LINEAR          |
| 130650 - | 2000 SB83                | 24 settembre 2000 | LINEAR          |
| 130651 - | 2000 SA86                | 24 settembre 2000 | LINEAR          |
| 130652 - | 2000 SG86                | 24 settembre 2000 | LINEAR          |
| 130653 - | 2000 SO88                | 24 settembre 2000 | LINEAR          |
| 130654 - | 2000 SN94                | 23 settembre 2000 | LINEAR          |
| 130655 - | 2000 ST95                | 23 settembre 2000 | LINEAR          |
| 130656 - | 2000 SD97                | 23 settembre 2000 | LINEAR          |
| 130657 - | 2000 SH97                | 23 settembre 2000 | LINEAR          |
| 130658 - | 2000 SQ98                | 23 settembre 2000 | LINEAR          |
| 130659 - | 2000 SY98                | 23 settembre 2000 | LINEAR          |
| 130660 - | 2000 SR101               | 24 settembre 2000 | LINEAR          |
| 130661 - | 2000 SG103               | 24 settembre 2000 | LINEAR          |
| 130662 - | 2000 SM104               | 24 settembre 2000 | LINEAR          |
| 130663 - | 2000 SY104               | 24 settembre 2000 | LINEAR          |
| 130664 - | 2000 SZ106               | 24 settembre 2000 | LINEAR          |
| 130665 - | 2000 SD107               | 24 settembre 2000 | LINEAR          |
| 130666 - | 2000 SH109               | 24 settembre 2000 | LINEAR          |
| 130667 - | 2000 ST109               | 24 settembre 2000 | LINEAR          |
| 130668 - | 2000 SE111               | 24 settembre 2000 | LINEAR          |
| 130669 - | 2000 SF111               | 24 settembre 2000 | LINEAR          |
| 130670 - | 2000 ST111               | 24 settembre 2000 | LINEAR          |
| 130671 - | 2000 SH113               | 24 settembre 2000 | LINEAR          |
| 130672 - | 2000 SC114               | 24 settembre 2000 | LINEAR          |
| 130673 - | 2000 SU114               | 24 settembre 2000 | LINEAR          |
| 130674 - | 2000 SB116               | 24 settembre 2000 | LINEAR          |
| 130675 - | 2000 SF117               | 24 settembre 2000 | LINEAR          |
| 130676 - | 2000 SH117               | 24 settembre 2000 | LINEAR          |
| 130677 - | 2000 ST117               | 24 settembre 2000 | LINEAR          |
| 130678 - | 2000 SS118               | 24 settembre 2000 | LINEAR          |
| 130679 - | 2000 SD119               | 24 settembre 2000 | LINEAR          |
| 130680 - | 2000 SK119               | 24 settembre 2000 | LINEAR          |
| 130681 - | 2000 SK121               | 24 settembre 2000 | LINEAR          |
| 130682 - | 2000 SM122               | 24 settembre 2000 | LINEAR          |
| 130683 - | 2000 SV123               | 24 settembre 2000 | LINEAR          |
| 130684 - | 2000 SH126               | 24 settembre 2000 | LINEAR          |
| 130685 - | 2000 SP127               | 24 settembre 2000 | LINEAR          |
| 130686 - | 2000 SR128               | 24 settembre 2000 | LINEAR          |
| 130687 - | 2000 SZ131               | 22 settembre 2000 | LINEAR          |
| 130688 - | 2000 SR136               | 23 settembre 2000 | LINEAR          |
| 130689 - | 2000 SM138               | 23 settembre 2000 | LINEAR          |
| 130690 - | 2000 SO140               | 23 settembre 2000 | LINEAR          |
| 130691 - | 2000 SW145               | 24 settembre 2000 | LINEAR          |
| 130692 - | 2000 SK148               | 24 settembre 2000 | LINEAR          |
| 130693 - | 2000 SB149               | 24 settembre 2000 | LINEAR          |
| 130694 - | 2000 SO149               | 24 settembre 2000 | LINEAR          |
| 130695 - | 2000 SJ150               | 24 settembre 2000 | LINEAR          |
| 130696 - | 2000 SK152               | 24 settembre 2000 | LINEAR          |
| 130697 - | 2000 SP153               | 24 settembre 2000 | LINEAR          |
| 130698 - | 2000 SW153               | 24 settembre 2000 | LINEAR          |
| 130699 - | 2000 SG156               | 24 settembre 2000 | LINEAR          |
| 130700 - | 2000 SA160               | 22 settembre 2000 | LINEAR          |

## 130701-130800
| Nome     | Designazione provvisoria | Data di scoperta  | Scopritore  |
| -------- | ------------------------ | ----------------- | ----------- |
| 130701 - | 2000 SG168               | 23 settembre 2000 | LINEAR      |
| 130702 - | 2000 ST169               | 24 settembre 2000 | LINEAR      |
| 130703 - | 2000 SH170               | 24 settembre 2000 | LINEAR      |
| 130704 - | 2000 SH176               | 28 settembre 2000 | LINEAR      |
| 130705 - | 2000 SF178               | 28 settembre 2000 | LINEAR      |
| 130706 - | 2000 SP179               | 28 settembre 2000 | LINEAR      |
| 130707 - | 2000 ST179               | 28 settembre 2000 | LINEAR      |
| 130708 - | 2000 SE186               | 21 settembre 2000 | Spacewatch  |
| 130709 - | 2000 SR186               | 21 settembre 2000 | NEAT        |
| 130710 - | 2000 SN187               | 21 settembre 2000 | NEAT        |
| 130711 - | 2000 SR191               | 24 settembre 2000 | Spacewatch  |
| 130712 - | 2000 SP193               | 24 settembre 2000 | LINEAR      |
| 130713 - | 2000 SQ195               | 24 settembre 2000 | LINEAR      |
| 130714 - | 2000 SR198               | 24 settembre 2000 | LINEAR      |
| 130715 - | 2000 SV203               | 24 settembre 2000 | LINEAR      |
| 130716 - | 2000 SL206               | 24 settembre 2000 | LINEAR      |
| 130717 - | 2000 SN207               | 24 settembre 2000 | LINEAR      |
| 130718 - | 2000 SM209               | 25 settembre 2000 | LINEAR      |
| 130719 - | 2000 SZ210               | 25 settembre 2000 | LINEAR      |
| 130720 - | 2000 SQ212               | 25 settembre 2000 | LINEAR      |
| 130721 - | 2000 SB213               | 25 settembre 2000 | LINEAR      |
| 130722 - | 2000 SS214               | 26 settembre 2000 | LINEAR      |
| 130723 - | 2000 SO216               | 26 settembre 2000 | LINEAR      |
| 130724 - | 2000 SH218               | 26 settembre 2000 | LINEAR      |
| 130725 - | 2000 SJ218               | 26 settembre 2000 | LINEAR      |
| 130726 - | 2000 SE223               | 27 settembre 2000 | LINEAR      |
| 130727 - | 2000 SM223               | 27 settembre 2000 | LINEAR      |
| 130728 - | 2000 SJ224               | 27 settembre 2000 | LINEAR      |
| 130729 - | 2000 SK227               | 27 settembre 2000 | LINEAR      |
| 130730 - | 2000 SO227               | 27 settembre 2000 | LINEAR      |
| 130731 - | 2000 SF230               | 28 settembre 2000 | LINEAR      |
| 130732 - | 2000 SQ230               | 28 settembre 2000 | LINEAR      |
| 130733 - | 2000 SU231               | 24 settembre 2000 | LINEAR      |
| 130734 - | 2000 SW233               | 21 settembre 2000 | LINEAR      |
| 130735 - | 2000 SC236               | 24 settembre 2000 | LINEAR      |
| 130736 - | 2000 ST241               | 24 settembre 2000 | LINEAR      |
| 130737 - | 2000 SU241               | 24 settembre 2000 | LINEAR      |
| 130738 - | 2000 SJ246               | 24 settembre 2000 | LINEAR      |
| 130739 - | 2000 SK247               | 24 settembre 2000 | LINEAR      |
| 130740 - | 2000 SH251               | 24 settembre 2000 | LINEAR      |
| 130741 - | 2000 SZ253               | 24 settembre 2000 | LINEAR      |
| 130742 - | 2000 SA256               | 24 settembre 2000 | LINEAR      |
| 130743 - | 2000 SQ256               | 24 settembre 2000 | LINEAR      |
| 130744 - | 2000 SH259               | 24 settembre 2000 | LINEAR      |
| 130745 - | 2000 ST259               | 24 settembre 2000 | LINEAR      |
| 130746 - | 2000 SF260               | 24 settembre 2000 | LINEAR      |
| 130747 - | 2000 SV260               | 24 settembre 2000 | LINEAR      |
| 130748 - | 2000 ST264               | 26 settembre 2000 | LINEAR      |
| 130749 - | 2000 SP265               | 26 settembre 2000 | LINEAR      |
| 130750 - | 2000 SV267               | 27 settembre 2000 | LINEAR      |
| 130751 - | 2000 SH274               | 28 settembre 2000 | LINEAR      |
| 130752 - | 2000 SP274               | 28 settembre 2000 | LINEAR      |
| 130753 - | 2000 SA275               | 28 settembre 2000 | LINEAR      |
| 130754 - | 2000 SV275               | 28 settembre 2000 | LINEAR      |
| 130755 - | 2000 SX275               | 28 settembre 2000 | LINEAR      |
| 130756 - | 2000 SB276               | 28 settembre 2000 | LINEAR      |
| 130757 - | 2000 SL277               | 30 settembre 2000 | LINEAR      |
| 130758 - | 2000 SM277               | 30 settembre 2000 | LINEAR      |
| 130759 - | 2000 SX278               | 30 settembre 2000 | LINEAR      |
| 130760 - | 2000 SD279               | 30 settembre 2000 | LINEAR      |
| 130761 - | 2000 SW281               | 23 settembre 2000 | LINEAR      |
| 130762 - | 2000 SV285               | 24 settembre 2000 | LINEAR      |
| 130763 - | 2000 SV288               | 27 settembre 2000 | LINEAR      |
| 130764 - | 2000 SM298               | 28 settembre 2000 | LINEAR      |
| 130765 - | 2000 SX299               | 28 settembre 2000 | LINEAR      |
| 130766 - | 2000 SJ301               | 28 settembre 2000 | LINEAR      |
| 130767 - | 2000 SR307               | 30 settembre 2000 | LINEAR      |
| 130768 - | 2000 SV308               | 30 settembre 2000 | LINEAR      |
| 130769 - | 2000 SA314               | 27 settembre 2000 | LINEAR      |
| 130770 - | 2000 SS321               | 28 settembre 2000 | Spacewatch  |
| 130771 - | 2000 SU324               | 28 settembre 2000 | Spacewatch  |
| 130772 - | 2000 SD326               | 29 settembre 2000 | Spacewatch  |
| 130773 - | 2000 SH326               | 29 settembre 2000 | Spacewatch  |
| 130774 - | 2000 SX329               | 27 settembre 2000 | LINEAR      |
| 130775 - | 2000 SB335               | 26 settembre 2000 | NEAT        |
| 130776 - | 2000 SB348               | 21 settembre 2000 | LINEAR      |
| 130777 - | 2000 SA364               | 20 settembre 2000 | LINEAR      |
| 130778 - | 2000 SX369               | 24 settembre 2000 | LONEOS      |
| 130779 - | 2000 TQ1                 | 3 ottobre 2000    | P. G. Comba |
| 130780 - | 2000 TH3                 | 1 ottobre 2000    | LINEAR      |
| 130781 - | 2000 TF4                 | 1 ottobre 2000    | LINEAR      |
| 130782 - | 2000 TH6                 | 1 ottobre 2000    | LINEAR      |
| 130783 - | 2000 TD11                | 1 ottobre 2000    | LINEAR      |
| 130784 - | 2000 TF11                | 1 ottobre 2000    | LINEAR      |
| 130785 - | 2000 TM12                | 1 ottobre 2000    | LINEAR      |
| 130786 - | 2000 TH16                | 1 ottobre 2000    | LINEAR      |
| 130787 - | 2000 TE17                | 1 ottobre 2000    | LINEAR      |
| 130788 - | 2000 TY18                | 1 ottobre 2000    | LINEAR      |
| 130789 - | 2000 TT19                | 1 ottobre 2000    | LINEAR      |
| 130790 - | 2000 TW20                | 1 ottobre 2000    | LINEAR      |
| 130791 - | 2000 TQ26                | 2 ottobre 2000    | LINEAR      |
| 130792 - | 2000 TW27                | 3 ottobre 2000    | LINEAR      |
| 130793 - | 2000 TL31                | 4 ottobre 2000    | Spacewatch  |
| 130794 - | 2000 TH34                | 6 ottobre 2000    | LONEOS      |
| 130795 - | 2000 TS38                | 1 ottobre 2000    | LINEAR      |
| 130796 - | 2000 TQ39                | 1 ottobre 2000    | LINEAR      |
| 130797 - | 2000 TW39                | 1 ottobre 2000    | LINEAR      |
| 130798 - | 2000 TQ41                | 1 ottobre 2000    | LINEAR      |
| 130799 - | 2000 TL43                | 1 ottobre 2000    | LINEAR      |
| 130800 - | 2000 TT45                | 1 ottobre 2000    | LINEAR      |

## 130801-130900
| Nome     | Designazione provvisoria | Data di scoperta | Scopritore             |
| -------- | ------------------------ | ---------------- | ---------------------- |
| 130801 - | 2000 TO49                | 1 ottobre 2000   | LINEAR                 |
| 130802 - | 2000 TX51                | 1 ottobre 2000   | LINEAR                 |
| 130803 - | 2000 TS52                | 1 ottobre 2000   | LINEAR                 |
| 130804 - | 2000 TE55                | 1 ottobre 2000   | LINEAR                 |
| 130805 - | 2000 TU62                | 2 ottobre 2000   | LINEAR                 |
| 130806 - | 2000 TB66                | 1 ottobre 2000   | LINEAR                 |
| 130807 - | 2000 TY67                | 3 ottobre 2000   | LINEAR                 |
| 130808 - | 2000 UU                  | 21 ottobre 2000  | K. Korlević            |
| 130809 - | 2000 UJ5                 | 24 ottobre 2000  | LINEAR                 |
| 130810 - | 2000 UN5                 | 24 ottobre 2000  | LINEAR                 |
| 130811 - | 2000 UH6                 | 24 ottobre 2000  | LINEAR                 |
| 130812 - | 2000 UP6                 | 24 ottobre 2000  | LINEAR                 |
| 130813 - | 2000 UM8                 | 24 ottobre 2000  | LINEAR                 |
| 130814 - | 2000 UW8                 | 24 ottobre 2000  | LINEAR                 |
| 130815 - | 2000 UD9                 | 24 ottobre 2000  | LINEAR                 |
| 130816 - | 2000 UJ9                 | 24 ottobre 2000  | LINEAR                 |
| 130817 - | 2000 UU9                 | 24 ottobre 2000  | LINEAR                 |
| 130818 - | 2000 UM13                | 23 ottobre 2000  | K. Korlević            |
| 130819 - | 2000 UQ14                | 25 ottobre 2000  | LINEAR                 |
| 130820 - | 2000 UH17                | 24 ottobre 2000  | LINEAR                 |
| 130821 - | 2000 UT19                | 29 ottobre 2000  | Spacewatch             |
| 130822 - | 2000 UD20                | 24 ottobre 2000  | LINEAR                 |
| 130823 - | 2000 UJ22                | 24 ottobre 2000  | LINEAR                 |
| 130824 - | 2000 UQ25                | 24 ottobre 2000  | LINEAR                 |
| 130825 - | 2000 UV25                | 24 ottobre 2000  | LINEAR                 |
| 130826 - | 2000 UT28                | 30 ottobre 2000  | LINEAR                 |
| 130827 - | 2000 UB34                | 24 ottobre 2000  | LINEAR                 |
| 130828 - | 2000 UL36                | 24 ottobre 2000  | LINEAR                 |
| 130829 - | 2000 UX36                | 24 ottobre 2000  | LINEAR                 |
| 130830 - | 2000 UJ40                | 24 ottobre 2000  | LINEAR                 |
| 130831 - | 2000 UL43                | 24 ottobre 2000  | LINEAR                 |
| 130832 - | 2000 UG44                | 24 ottobre 2000  | LINEAR                 |
| 130833 - | 2000 UH44                | 24 ottobre 2000  | LINEAR                 |
| 130834 - | 2000 US44                | 24 ottobre 2000  | LINEAR                 |
| 130835 - | 2000 US46                | 24 ottobre 2000  | LINEAR                 |
| 130836 - | 2000 UJ47                | 24 ottobre 2000  | LINEAR                 |
| 130837 - | 2000 UU47                | 24 ottobre 2000  | LINEAR                 |
| 130838 - | 2000 UY47                | 24 ottobre 2000  | LINEAR                 |
| 130839 - | 2000 UY50                | 24 ottobre 2000  | LINEAR                 |
| 130840 - | 2000 UN51                | 24 ottobre 2000  | LINEAR                 |
| 130841 - | 2000 UG52                | 24 ottobre 2000  | LINEAR                 |
| 130842 - | 2000 UY54                | 24 ottobre 2000  | LINEAR                 |
| 130843 - | 2000 UP60                | 25 ottobre 2000  | LINEAR                 |
| 130844 - | 2000 UL61                | 25 ottobre 2000  | LINEAR                 |
| 130845 - | 2000 UQ62                | 25 ottobre 2000  | LINEAR                 |
| 130846 - | 2000 UL63                | 25 ottobre 2000  | LINEAR                 |
| 130847 - | 2000 UB64                | 25 ottobre 2000  | LINEAR                 |
| 130848 - | 2000 UF64                | 25 ottobre 2000  | LINEAR                 |
| 130849 - | 2000 UU64                | 25 ottobre 2000  | LINEAR                 |
| 130850 - | 2000 UU66                | 25 ottobre 2000  | LINEAR                 |
| 130851 - | 2000 UO68                | 25 ottobre 2000  | LINEAR                 |
| 130852 - | 2000 UR68                | 25 ottobre 2000  | LINEAR                 |
| 130853 - | 2000 UW68                | 25 ottobre 2000  | LINEAR                 |
| 130854 - | 2000 UD73                | 25 ottobre 2000  | LINEAR                 |
| 130855 - | 2000 UX73                | 26 ottobre 2000  | LINEAR                 |
| 130856 - | 2000 UZ73                | 26 ottobre 2000  | LINEAR                 |
| 130857 - | 2000 UV77                | 23 ottobre 2000  | K. Korlević            |
| 130858 - | 2000 UJ79                | 24 ottobre 2000  | LINEAR                 |
| 130859 - | 2000 UO81                | 24 ottobre 2000  | LINEAR                 |
| 130860 - | 2000 UY82                | 30 ottobre 2000  | LINEAR                 |
| 130861 - | 2000 UH85                | 31 ottobre 2000  | LINEAR                 |
| 130862 - | 2000 US86                | 31 ottobre 2000  | LINEAR                 |
| 130863 - | 2000 UB103               | 25 ottobre 2000  | LINEAR                 |
| 130864 - | 2000 UD103               | 25 ottobre 2000  | LINEAR                 |
| 130865 - | 2000 UJ107               | 30 ottobre 2000  | LINEAR                 |
| 130866 - | 2000 UO109               | 31 ottobre 2000  | LINEAR                 |
| 130867 - | 2000 US110               | 25 ottobre 2000  | LINEAR                 |
| 130868 - | 2000 VZ                  | 1 novembre 2000  | Spacewatch             |
| 130869 - | 2000 VH1                 | 1 novembre 2000  | LINEAR                 |
| 130870 - | 2000 VK1                 | 1 novembre 2000  | LINEAR                 |
| 130871 - | 2000 VG2                 | 1 novembre 2000  | LINEAR                 |
| 130872 - | 2000 VQ2                 | 1 novembre 2000  | P. Kušnirák            |
| 130873 - | 2000 VR2                 | 1 novembre 2000  | P. Pravec, P. Kušnirák |
| 130874 - | 2000 VK3                 | 1 novembre 2000  | W. K. Y. Yeung         |
| 130875 - | 2000 VN3                 | 1 novembre 2000  | LINEAR                 |
| 130876 - | 2000 VU4                 | 1 novembre 2000  | LINEAR                 |
| 130877 - | 2000 VT7                 | 1 novembre 2000  | LINEAR                 |
| 130878 - | 2000 VM13                | 1 novembre 2000  | LINEAR                 |
| 130879 - | 2000 VP13                | 1 novembre 2000  | LINEAR                 |
| 130880 - | 2000 VV13                | 1 novembre 2000  | LINEAR                 |
| 130881 - | 2000 VX13                | 1 novembre 2000  | LINEAR                 |
| 130882 - | 2000 VN15                | 1 novembre 2000  | LINEAR                 |
| 130883 - | 2000 VU15                | 1 novembre 2000  | LINEAR                 |
| 130884 - | 2000 VY17                | 1 novembre 2000  | LINEAR                 |
| 130885 - | 2000 VV21                | 1 novembre 2000  | LINEAR                 |
| 130886 - | 2000 VO22                | 1 novembre 2000  | LINEAR                 |
| 130887 - | 2000 VB23                | 1 novembre 2000  | LINEAR                 |
| 130888 - | 2000 VU23                | 1 novembre 2000  | LINEAR                 |
| 130889 - | 2000 VX23                | 1 novembre 2000  | LINEAR                 |
| 130890 - | 2000 VE24                | 1 novembre 2000  | LINEAR                 |
| 130891 - | 2000 VP24                | 1 novembre 2000  | LINEAR                 |
| 130892 - | 2000 VV24                | 1 novembre 2000  | LINEAR                 |
| 130893 - | 2000 VA27                | 1 novembre 2000  | LINEAR                 |
| 130894 - | 2000 VC28                | 1 novembre 2000  | LINEAR                 |
| 130895 - | 2000 VM28                | 1 novembre 2000  | LINEAR                 |
| 130896 - | 2000 VY28                | 1 novembre 2000  | LINEAR                 |
| 130897 - | 2000 VS30                | 1 novembre 2000  | LINEAR                 |
| 130898 - | 2000 VQ31                | 1 novembre 2000  | LINEAR                 |
| 130899 - | 2000 VG32                | 1 novembre 2000  | LINEAR                 |
| 130900 - | 2000 VH32                | 1 novembre 2000  | LINEAR                 |

## 130901-131000
| Nome     | Designazione provvisoria | Data di scoperta | Scopritore     |
| -------- | ------------------------ | ---------------- | -------------- |
| 130901 - | 2000 VB33                | 1 novembre 2000  | LINEAR         |
| 130902 - | 2000 VW33                | 1 novembre 2000  | LINEAR         |
| 130903 - | 2000 VE35                | 1 novembre 2000  | LINEAR         |
| 130904 - | 2000 VH39                | 2 novembre 2000  | LINEAR         |
| 130905 - | 2000 VO39                | 1 novembre 2000  | LINEAR         |
| 130906 - | 2000 VD42                | 1 novembre 2000  | LINEAR         |
| 130907 - | 2000 VQ44                | 2 novembre 2000  | LINEAR         |
| 130908 - | 2000 VH45                | 1 novembre 2000  | LINEAR         |
| 130909 - | 2000 VG46                | 3 novembre 2000  | LINEAR         |
| 130910 - | 2000 VU53                | 3 novembre 2000  | LINEAR         |
| 130911 - | 2000 VK54                | 3 novembre 2000  | LINEAR         |
| 130912 - | 2000 VJ56                | 3 novembre 2000  | LINEAR         |
| 130913 - | 2000 VX62                | 6 novembre 2000  | LINEAR         |
| 130914 - | 2000 WY                  | 17 novembre 2000 | Spacewatch     |
| 130915 - | 2000 WO2                 | 18 novembre 2000 | W. K. Y. Yeung |
| 130916 - | 2000 WY4                 | 19 novembre 2000 | LINEAR         |
| 130917 - | 2000 WE8                 | 20 novembre 2000 | LINEAR         |
| 130918 - | 2000 WP8                 | 20 novembre 2000 | LINEAR         |
| 130919 - | 2000 WU8                 | 20 novembre 2000 | LINEAR         |
| 130920 - | 2000 WL11                | 24 novembre 2000 | A. J. Cecce    |
| 130921 - | 2000 WF15                | 20 novembre 2000 | LINEAR         |
| 130922 - | 2000 WK15                | 20 novembre 2000 | LINEAR         |
| 130923 - | 2000 WB16                | 21 novembre 2000 | LINEAR         |
| 130924 - | 2000 WH17                | 21 novembre 2000 | LINEAR         |
| 130925 - | 2000 WY17                | 21 novembre 2000 | LINEAR         |
| 130926 - | 2000 WF19                | 25 novembre 2000 | C. W. Juels    |
| 130927 - | 2000 WM22                | 20 novembre 2000 | LINEAR         |
| 130928 - | 2000 WN25                | 21 novembre 2000 | LINEAR         |
| 130929 - | 2000 WA26                | 21 novembre 2000 | LINEAR         |
| 130930 - | 2000 WR26                | 25 novembre 2000 | LINEAR         |
| 130931 - | 2000 WF29                | 20 novembre 2000 | LINEAR         |
| 130932 - | 2000 WP29                | 21 novembre 2000 | LINEAR         |
| 130933 - | 2000 WL31                | 20 novembre 2000 | LINEAR         |
| 130934 - | 2000 WA32                | 20 novembre 2000 | LINEAR         |
| 130935 - | 2000 WL35                | 20 novembre 2000 | LINEAR         |
| 130936 - | 2000 WD40                | 20 novembre 2000 | LINEAR         |
| 130937 - | 2000 WM40                | 20 novembre 2000 | LINEAR         |
| 130938 - | 2000 WK41                | 20 novembre 2000 | LINEAR         |
| 130939 - | 2000 WR41                | 20 novembre 2000 | LINEAR         |
| 130940 - | 2000 WE43                | 21 novembre 2000 | LINEAR         |
| 130941 - | 2000 WY43                | 21 novembre 2000 | LINEAR         |
| 130942 - | 2000 WB50                | 26 novembre 2000 | LINEAR         |
| 130943 - | 2000 WY51                | 27 novembre 2000 | Spacewatch     |
| 130944 - | 2000 WK54                | 20 novembre 2000 | LINEAR         |
| 130945 - | 2000 WC55                | 20 novembre 2000 | LINEAR         |
| 130946 - | 2000 WT61                | 21 novembre 2000 | LINEAR         |
| 130947 - | 2000 WP62                | 20 novembre 2000 | LONEOS         |
| 130948 - | 2000 WM66                | 20 novembre 2000 | LINEAR         |
| 130949 - | 2000 WQ66                | 21 novembre 2000 | LINEAR         |
| 130950 - | 2000 WS72                | 20 novembre 2000 | LINEAR         |
| 130951 - | 2000 WQ74                | 20 novembre 2000 | LINEAR         |
| 130952 - | 2000 WB76                | 20 novembre 2000 | LINEAR         |
| 130953 - | 2000 WT79                | 20 novembre 2000 | LINEAR         |
| 130954 - | 2000 WL81                | 20 novembre 2000 | LINEAR         |
| 130955 - | 2000 WT90                | 21 novembre 2000 | LINEAR         |
| 130956 - | 2000 WE95                | 21 novembre 2000 | LINEAR         |
| 130957 - | 2000 WS95                | 21 novembre 2000 | LINEAR         |
| 130958 - | 2000 WD96                | 21 novembre 2000 | LINEAR         |
| 130959 - | 2000 WF96                | 21 novembre 2000 | LINEAR         |
| 130960 - | 2000 WS97                | 21 novembre 2000 | LINEAR         |
| 130961 - | 2000 WV98                | 21 novembre 2000 | LINEAR         |
| 130962 - | 2000 WX98                | 21 novembre 2000 | LINEAR         |
| 130963 - | 2000 WD101               | 21 novembre 2000 | LINEAR         |
| 130964 - | 2000 WW101               | 26 novembre 2000 | LINEAR         |
| 130965 - | 2000 WK106               | 29 novembre 2000 | NEAT           |
| 130966 - | 2000 WA112               | 20 novembre 2000 | LINEAR         |
| 130967 - | 2000 WX112               | 20 novembre 2000 | LINEAR         |
| 130968 - | 2000 WC113               | 20 novembre 2000 | LINEAR         |
| 130969 - | 2000 WC114               | 20 novembre 2000 | LINEAR         |
| 130970 - | 2000 WD114               | 20 novembre 2000 | LINEAR         |
| 130971 - | 2000 WP114               | 20 novembre 2000 | LINEAR         |
| 130972 - | 2000 WB116               | 20 novembre 2000 | LINEAR         |
| 130973 - | 2000 WS116               | 20 novembre 2000 | LINEAR         |
| 130974 - | 2000 WX116               | 20 novembre 2000 | LINEAR         |
| 130975 - | 2000 WB118               | 20 novembre 2000 | LINEAR         |
| 130976 - | 2000 WW118               | 20 novembre 2000 | LINEAR         |
| 130977 - | 2000 WO123               | 29 novembre 2000 | LINEAR         |
| 130978 - | 2000 WN125               | 29 novembre 2000 | LINEAR         |
| 130979 - | 2000 WF126               | 30 novembre 2000 | LINEAR         |
| 130980 - | 2000 WJ126               | 30 novembre 2000 | LINEAR         |
| 130981 - | 2000 WX126               | 16 novembre 2000 | Spacewatch     |
| 130982 - | 2000 WH130               | 19 novembre 2000 | Spacewatch     |
| 130983 - | 2000 WM130               | 20 novembre 2000 | LONEOS         |
| 130984 - | 2000 WA133               | 19 novembre 2000 | LINEAR         |
| 130985 - | 2000 WX133               | 19 novembre 2000 | LINEAR         |
| 130986 - | 2000 WD138               | 21 novembre 2000 | LINEAR         |
| 130987 - | 2000 WO140               | 21 novembre 2000 | LINEAR         |
| 130988 - | 2000 WT141               | 19 novembre 2000 | LINEAR         |
| 130989 - | 2000 WL142               | 20 novembre 2000 | LONEOS         |
| 130990 - | 2000 WF153               | 29 novembre 2000 | LINEAR         |
| 130991 - | 2000 WC158               | 30 novembre 2000 | LINEAR         |
| 130992 - | 2000 WT159               | 20 novembre 2000 | LONEOS         |
| 130993 - | 2000 WZ159               | 20 novembre 2000 | LONEOS         |
| 130994 - | 2000 WA162               | 20 novembre 2000 | LONEOS         |
| 130995 - | 2000 WZ166               | 24 novembre 2000 | LONEOS         |
| 130996 - | 2000 WE167               | 24 novembre 2000 | LONEOS         |
| 130997 - | 2000 WS167               | 24 novembre 2000 | LONEOS         |
| 130998 - | 2000 WY170               | 24 novembre 2000 | LONEOS         |
| 130999 - | 2000 WU172               | 25 novembre 2000 | LINEAR         |
| 131000 - | 2000 WL178               | 28 novembre 2000 | Spacewatch     |